# Wilfried Scheutz

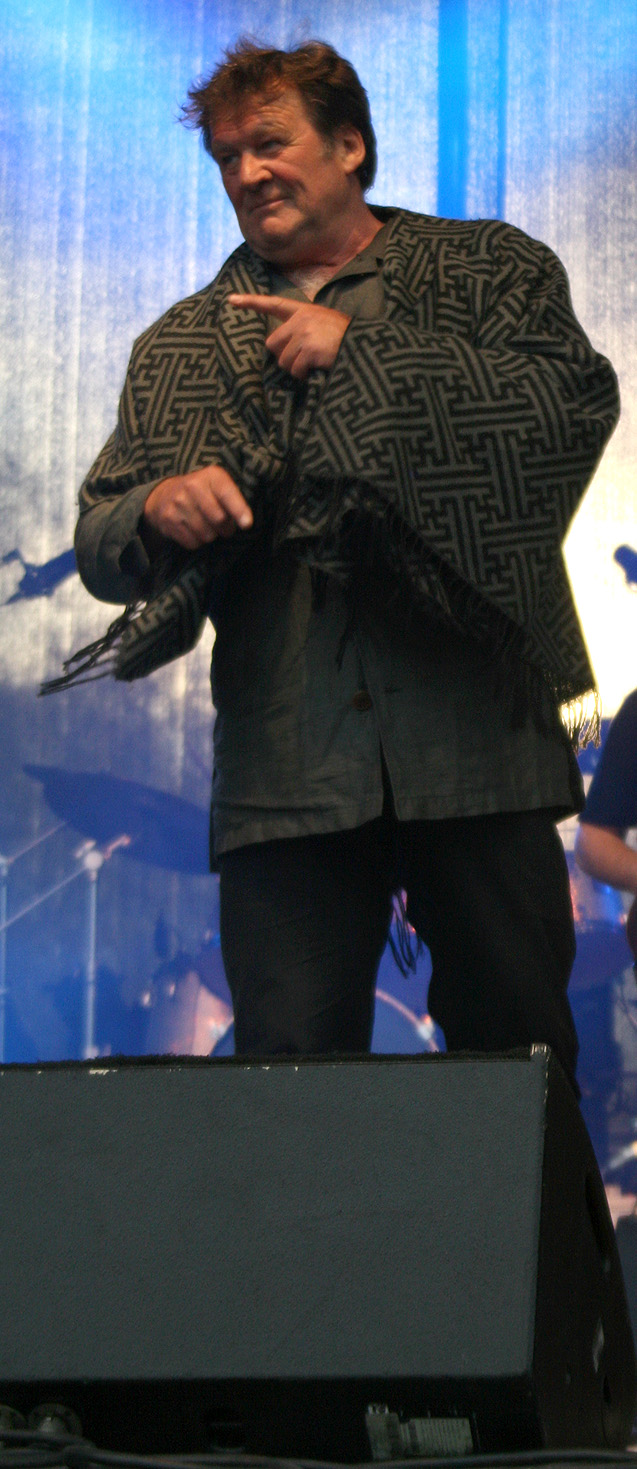
Wilfried (Wenen 2008)

Wilfried Scheutz (Bad Goisern, 24 juni 1950 – Lilienfeld, 16 juli 2017) was een Oostenrijkse zanger. Hij was bekend vanwege zijn krachtige rockstem. 
Hij studeerde in Graz, waar ook zijn muzikale carrière begon. Hij was een pionier van de nieuwe Duitstalige volksmuziek en zong onder andere op het debuutalbum van Erste Allgemeine Verunsicherung. Eind jaren 70 en begin jaren 80 had hij vooral succes met het verbasteren van hits en bekende volksliedjes. Midden jaren 80 stond hij hoog in de hitparade met Südwind. In 1988 vertegenwoordigde hij Oostenrijk op het Eurovisiesongfestival in Dublin met Lisa Mona Lisa, hij werd roemloos laatste met 0 punten. Vanaf 1996 was hij lid en manager van de a-capellagroep 4Xang.
Scheutz speelde ook in theaterstukken en films mee. 
Hij was getrouwd en had een zoon. Hij overleed op 67-jarige leeftijd aan kanker.